# نیکلاس هیسمن
نیکلاس هیسمن (انگلیسی: Nicolas Huysman؛ زادهٔ ۹ فوریهٔ ۱۹۶۸) بازیکن فوتبال اهل فرانسه است.
از باشگاه‌هایی که در آن بازی کرده‌است می‌توان به باشگاه فوتبال کان، باشگاه فوتبال لو آور، و باشگاه فوتبال متس اشاره کرد.